# Oleg Cokov
Oleg Jurjevič Cokov (rusky Оле́г Ю́рьевич Цо́ков; 1971/1972, Sovětský svaz – 11. července 2023, Berďansk, Ukrajina) byl ruský generálporučík, který sloužil v ruských pozemních silách jako zástupce velitele Jižního vojenského okruhu. Byl zabit v červenci 2023 raketovým úderem během ukrajinské protiofenzívy proti ruské invazi na Ukrajinu.
V době své smrti byl nejvyšším padlým ruským velitelem. V červnu 2022 sice v Luhanské oblasti zemřel velitel 1. armádního sboru Roman Kutuzov, ale hodnost generálporučíka spolu s hvězdou Hrdina Ruska mu byly uděleny až posmrtně.

## Život
Oleg Cokov byl synem vojenského důstojníka Jurije Georgijeviče Cokova. Jeho rodina se často stěhovala, vyrůstal na vojenských základnách a studoval na 11 různých školách, mimo jiné v Čojbalsanu a Semipalatinsku. Po vzoru svého otce si vybral vojenskou kariéru a byl přijat do vojenské školy v Taškentu. Po promoci v roce 1994 byl zařazen k 74. samostatné gardové motostřelecké brigádě v Jurze v Sibiřském vojenském okruhu jako velitel motostřelecké čety.
Cokov byl nasazen do první čečenské války, v lednu 1995 se zúčastnil bitvy u Grozného. Později byl povýšen na zástupce velitele praporu u 74. brigády. Poté byl přijat na Frunzeho vojenskou akademii, kterou ukončil v roce 2000. Téhož roku, již jako major, bojoval ve druhé čečenské válce jako velitel motostřeleckého praporu. Velitelem praporu zůstal až do roku 2004, kdy byl povýšen na podplukovníka a zástupce velitele brigády.
Hodnost získal v relativně mladém věku 32 let. Jeho kariéra postupovala, v roce 2006 byl povýšen na velitele 228. motostřeleckého pluku 85. motostřelecké divize. Poté byl jmenován zástupcem velitele 36. samostatné gardové motostřelecké brigády ve Východním vojenském okruhu, kde sloužil v letech 2009 až 2011.
V listopadu 2010 vyšetřovací výbor Ruské federace obvinil Cokova ze spáchání podvodu a zneužití pravomoci v době, kdy velel 228. pluku. Případ jeho kariéru ale neovlivnil a v roce 2011 byl Cokov přeložen jako náčelník štábu a zástupce velitele 33. samostatné motostřelecké brigády 49. vševojskové armády Jižního vojenského okruhu se sídlem v Majkopu. V letech 2014 až 2015 velel 810. samostatné námořní pěší brigádě. V letech 2015 až 2018 velel 205. samostatné motostřelecké brigádě v Buďonnovsku, 12. prosince 2016 byl povýšen na generálmajora. V letech 2018 až 2019 byl zástupcem velitele 49. vševojskové armády. V září 2019 Cokov začal studovat na Vojenské akademii generálního štábu. Po dvou letech absolvoval a byl jmenován náčelníkem štábu 2. gardové vševojskové armády.
Cokov se zúčastnil ruské invaze na Ukrajinu, zahájené v únoru 2022. Podílel se na raketových útocích proti ukrajinským městům. V srpnu 2022 převzal velení 144. gardové motostřelecké divize. V září 2022 mluvčí ukrajinského prezidenta Oleksij Arestovyč uvedl, že Cokov byl zraněn. Ruská strana informaci tehdy označila za lež a ukrajinskou propagandu. Po jeho smrti ji však potvrdil poslanec Andrej Gurulov.
Později byl Cokov povýšen na zástupce velitele Jižního vojenského okruhu a 17. února 2023 na generálporučíka.
Cokov byl zabit 11. července 2023 při úderu proti velitelskému stanovišti 58. vševojskové armády v ukrajinském Berďansku během ukrajinské protiofenzívy. K červenci 2023 byl jedním ze dvou nejvyšších ruských důstojníků zabitých na Ukrajině.